# Lloma de l'Espardenya
Lloma de l'Espardenya és una muntanya de 267 metres que es troba al municipi del Perelló, a la comarca catalana del Baix Ebre.